# Station Lunel
Station Lunel is een spoorwegstation in de Franse gemeente Lunel.